# Lars Lerbom
Lars ("Lasse") Johan Lerbom, född 20 augusti 1935 i Bro socken på Gotland, död 24 december 2001, var en svensk landskapsmålare. Han är far till Jens Lerbom.
Det blåa dominerade hans konst, "blått som blues". Lars Lerbom målade främst i olja och då helst landskap.
Han hade sin första utställning på 1960-talet. Till sin konstutställning, "Horisonter", 1995 på Gotlands konstmuseum gav han ut en katalog med bilder av sina målningar.
Lars Lerbom var sedan början av 1980-talet med i FGK, Föreningen gotländska konstnärer. Han var även medlem i Visby grafikklubb. Han är begravd på Bro kyrkogård.